# NGC 1214
NGC 1214 è una galassia lenticolare situata nella costellazione dell'Eridano, a una distanza di circa 225 milioni di anni luce dalla nostra Via Lattea.

## Scoperta
La galassia è stata scoperta il 12 ottobre 1886 dall'astronomo statunitense Ormond Stone.

## Descrizione
NGC 1214 viene considerata una galassia di campo, cioè una galassia che non appartiene ad alcun ammasso o gruppo di galassie ed è quindi gravitazionalmente isolata. Questa indicazione sembra essere in contraddizione con l'appartenenza a  
Hickson Compact Group 23A. La stessa osservazione si applica a NGC 1215.

## Hickson Compact Group 23
Assieme a NGC 1215, NGC 1216 e PGC 11673, NGC 1214 forma un Hickson Compact Group, dove è registrata con il codice HCG 23A.